# Lancer du javelot masculin aux Jeux olympiques d'été de 1996
Navigation
Barcelone 1992 Sydney 2000
L'épreuve du lancer du javelot masculin aux Jeux olympiques de 1996 s'est déroulée les 2 et 3 août 1996 au Centennial Olympic Stadium d'Atlanta, aux États-Unis. Elle est remportée par le Tchèque Jan Železný.

## Résultats

### Finale
| Rang               | Athlète                | Pays            | Essais | Essais | Essais | Essais | Essais | Essais | Marque  | Note |
| Rang               | Athlète                | Pays            | 1      | 2      | 3      | 4      | 5      | 6      | Marque  | Note |
| ------------------ | ---------------------- | --------------- | ------ | ------ | ------ | ------ | ------ | ------ | ------- | ---- |
| Médaille d'or      | Jan Železný            | Tchéquie        | X      | 88.16  | 82.68  | 83.86  | 86.02  | 86.12  | 88.16 m |      |
| Médaille d'argent  | Steve Backley          | Grande-Bretagne | 87.44  | 85.66  | X      | 80.74  | 80.88  | 85.64  | 87.44 m |      |
| Médaille de bronze | Seppo Räty             | Finlande        | 83.44  | 86.66  | 76.52  | 84.52  | 81.70  | 86.98  | 86.98 m |      |
| 4                  | Raymond Hecht          | Allemagne       | 83.88  | 86.88  | X      | 83.10  | X      | 85.10  | 86.88 m |      |
| 5                  | Boris Henry            | Allemagne       | 81.24  | 85.68  | X      | 82.58  | 83.94  | 84.08  | 85.68 m |      |
| 6                  | Sergey Makarov         | Russie          | 82.72  | 85.30  | 81.12  | X      | 82.28  | 83.78  | 85.30 m |      |
| 7                  | Kimmo Kinnunen         | Finlande        | 82.72  | 80.26  | X      | 84.02  | 81.98  | X      | 84.02 m |      |
| 8                  | Tom Pukstys            | États-Unis      | 78.48  | 80.90  | 83.58  | 81.28  | 82.18  | 81.68  | 83.58 m |      |
| 9                  | Peter Blank            | Allemagne       | 76.66  | 81.82  | X      |        |        |        | 81.82 m |      |
| 10                 | Konstadinos Gatsioudis | Grèce           | X      | 79.08  | 81.46  |        |        |        | 81.46 m |      |
| 11                 | Zhang Lianbiao         | Chine           | 80.28  | 78.86  | 80.96  |        |        |        | 80.96 m |      |
| 12                 | Mick Hill              | Grande-Bretagne | 78.58  | X      | X      |        |        |        | 78.58 m |      |

## Légende
Records et Performances
- AR : Record continental (area record)
- CR : Record des championnats (championship record)
- MR : Record du meeting (meet record)
- NR : Record national (national record)
- OR : Record olympique (olympic record)
- PR : Record paralympique (paralympic record)
- PB : Record personnel (personal best)
- SB : Meilleure performance personnelle de la saison (season's best)
- WL : Meilleure performance mondiale de l'année (world leader)
- WJR : Record du monde junior (world junior record)
- WR : Record du monde (world record)

Circonstances et Conditions
- DNF : N'a pas terminé (did not finish)
- DNS : N'a pas pris le départ (did not start)
- DQ : Disqualification (disqualification)
- NM : Aucun essai valable enregistré (No Mark)
- Q : Qualifié « directement » au prochain tour (ou à la prochaine compétition), lors d'une compétition majeure, grâce au classement ou à la réalisation des minima (automatic qualifier)
- q : Qualifié au prochain tour (ou à la prochaine compétition), lors d'une compétition majeure, grâce au repêchage ou à la réalisation de l'une des meilleures performances parmi celles des « non qualifiés directement » (grâce au meilleur temps ou à la meilleure distance par exemple) (secondary qualifier)